# Andreas Wibjörnson
Andreas Wibjörnson, tidigare Andreas Högvall, född 7 september 1658 i Högby församling, Östergötlands län, död 28 maj 1733 i Vreta klosters församling, Östergötlands län, var en svensk präst.

## Biografi
Wibjörnson var son till Vibernus Haquini Pictorius (1616-1675), född i Vadstena, kyrkoherde i Högby pastorat, och Christina Celsing (död 1709) som i sin tur var dotter till Andreas Petri Normolander (1599-1657), komminister i S:t Olai, Norrköping samt kyrkoherde i Högby pastorat. 
Andreas inskrevs som student vid Uppsala universitet 1680 och blev magister 1691. Han besökte sedan flera utrikes academier 1692-1695, blev eloquentiæ lector vid Linköpings gymnasium 1696 och logices lector 1698.
Han var musikstipendiat i Uppsala 1683-1690 under rector cantus Harald Vallerius och var på tal att ersätta honom.
Den 27 februari 1702 prästvigdes han i Linköping och blev samma år kyrkoherde i Slaka pastorat. Han var preses vid prästmötet 1710, blev andre teologie lektor 1713 och förste teologie lektor 1714. Utsågs till kontraktsprost i Norra Tjusts kontrakt 1717, sedan till kyrkoherde i Vreta klosters pastorat 1721 med tillträdan 1722. Kontraktsprost i Gullbergs och Bobergs kontrakt från 1722. Avled 28 maj 1733.
En samtida säger om Andreas Wibjörnson: "Han var en grundlärd man, snäll uti de lärda språken och i synnerhet mästare i det Latinske".

### Familj
Wibjörnson gifte sig 28 oktober 1695 med Margareta Mollerus (1679–1752). Hon var dotter till kyrkoherden Benedictus Mollerus i Rappestads församling. De fick tillsammans barnen registratorn Bengt Wibjörnson (1696–1782), Daniel Wibjörnson (1699–1699), legationssekreteraren Jacob Wibjörnson (1700–1745) i London, Christina Wibjörnson (1702–1773) som var gift med kyrkoherden Mårten Lithun i Tjällmo församling, kyrkoherden Anders Wibjörnson (1703–1760) i Vånga församling, kyrkoherden Elias Wibjörnson (1705–1783) i Stens församling, Margareta Wibjörnson (1706–1776) som var gift med landsgevaldigern  Magnus Rydberg, Elisabeth Wibjörnson som var gift med extra ordinarie prästmannen J. Mothernder, Sara Wibjörnson som var gift med kyrkoherden S. Älf i Ukna församling, Johan Wibjörnson (1713–1717) Catharina Wibjörnson som var gift med kyrkoherden Sven Yckenberg i Godegårds församling, Daniel Wibjörnson (1718–1724) och Magdalena Wibjörnson (1722–1722).